# Lucy Knoch
Lucy Knoch (Nashville, 30 giugno 1923 – San Bernardino, 22 luglio 1990) è stata un'attrice statunitense.

## Biografia

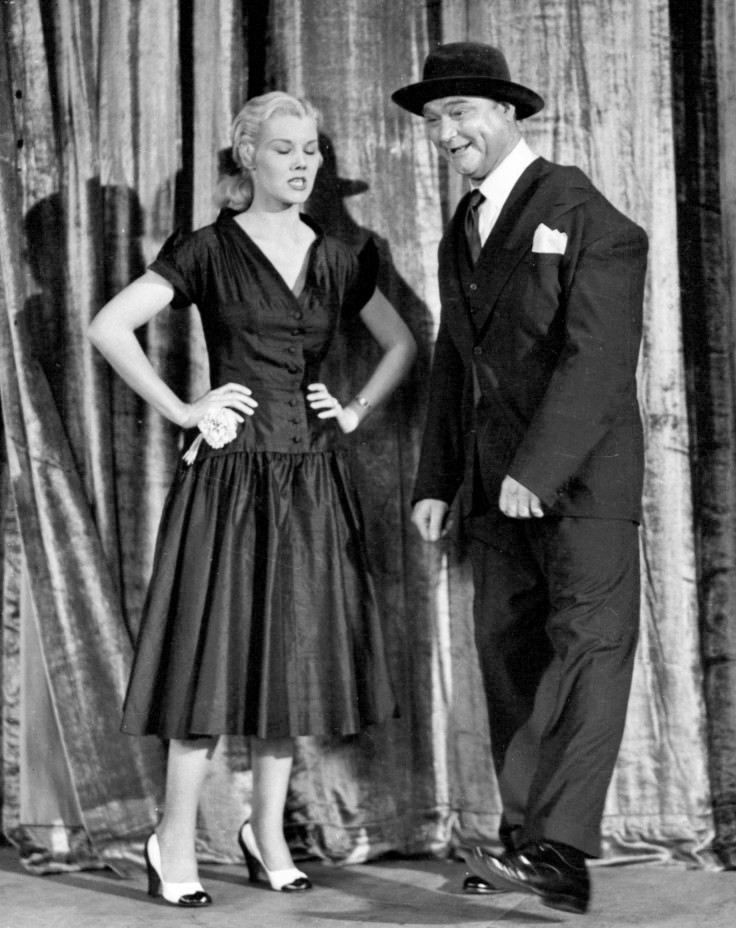
Con Red Skelton nel suo show

Quarta di sei tra fratelli e sorelle, era figlia di un commerciante di ferramenta di Nashville, dove crebbe e studiò, imparando anche la danza. Lavorò poi come modella in uno studio fotografico della città e nel settembre del 1941 si sposò con Michael Rose, ma divorziò tre anni dopo. Raccontò poi che nel 1945 lei e la sorella Dorothy incontrarono casualmente a Tucson l'attrice Paulette Goddard che le invitò ad andarla a trovare negli studi Paramount di Hollywood. Fu così che ottenne un contratto.
Esordì con un'apparizione in Gli amori di Susanna (1945), con Joan Fontaine e George Brent, e per il resto della sua carriera dovette limitarsi per lo più a fugaci comparsate. Tra i film in cui figurò, da ricordare i noir La dalia azzurra (1946), con Alan Ladd e Veronica Lake, e Il tempo si è fermato (1948) di John Farrow, accanto a Charles Laughton e Ray Milland, col quale aveva già interpretato La donna di quella notte.
Dal 1951 al 1955 apparve sul piccolo schermo in 59 puntate del The Red Skelton Show che le diedero popolarità presso il pubblico: in quel periodo interpretò i suoi ruoli cinematografici più rilevanti in Ho sposato un pilota (1953) e soprattutto in La sete del potere (1954), con William Holden e Barbara Stanwyck. Lucy Knoch lasciò il cinema nel 1957 con un breve ruolo in Il jolly è impazzito di Charles Vidor.
Morì nel 1990, a 67 anni.

## Vita privata
Dopo aver divorziato dal primo marito, si era sposata nel 1945 con Nicholas Cancellieri, proprietario di una società di autotrasporti, dal quale ebbe due figli.

## Filmografia parziale

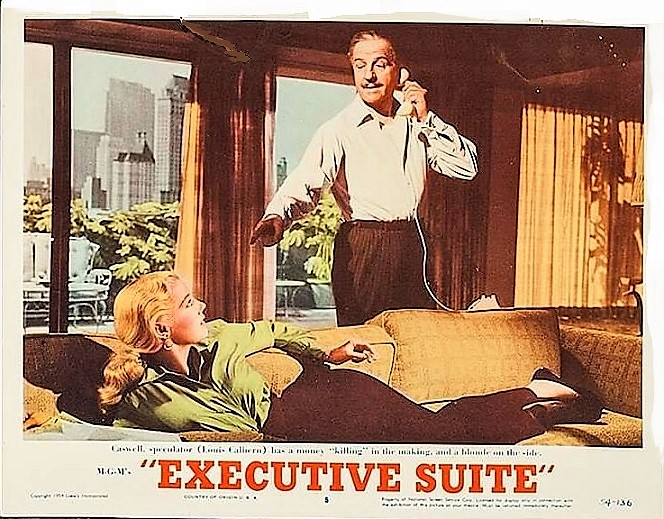
Lucy Knoch e Louis Calhern nel film La sete del potere

- Gli amori di Susanna (1945)
- La dalia azzurra (1946)
- Cieli azzurri (1946)
- Bionda tra le sbarre (1946)
- La donna di quella notte (1947)
- Il tempo si è fermato (1948)
- Quattro ragazze all'abbordaggio (1951)
- Il bruto e la bella (1952)
- Ho sposato un pilota (1953)
- La sete del potere (1954)
- Il jolly è impazzito (1957)